# Synagoga Ohr Shalom w Las Condes
Synagoga Ohr Shalom – stanowi część kompleksu sportowego Estadio Israelita w Las Condes. Posiada własnego rabina i Talmud Torę. Służy około 2000 rodzin.